# Evert Pieter van Marken
Evert Pieter van Marken (Amsterdam, 20 juni 1848 - Hilversum, 13 maart 1924) was firmant van J.A. Matthes & Co (1872-1899) in Amsterdam.
Samen met Hendrikus Joannus Middendorp stichtte hij op 28 december 1899 de firma Van Marken & Middendorp commissionaars in effecten. In 1907 werd ook zijn zoon Bernard van Marken (1880-1940) firmant. Het kantoor lag aan de Herengracht 141. In 1923 verhuisde het kantoor naar Singel 215 in het gebouw van de Kas-Vereeniging.
Van Marken overleed in 1924 en in 1929 werd Paulus Titsingh in de firma opgenomen. H.J. Middendorp trad in 1939 uit de firma. Twee zonen van Bernard van Marken traden toe: Jacob Cornelis van Marken (1906-1991) in 1939 en Evert Pieter van Marken (1908 - 1987) in 1941.
In 1946 werd een nieuwe firma opgericht onder de naam Heldring & Van Marken. Heldring & Pierson , den Haag had een aandeel van 150.000 gulden, de gebroeders Van Marken ieder van 45.000 gulden en Titsingh van 60.000 gulden.
In 1924 overleed de 75-jarige Van Marken in Hilversum. Hij werd in Amsterdam begraven. Hij was getrouwd met Johanna Carolina Smissaert (1849-1875). Zij hadden twee zonen, Jacob Cornelis (1874-1938) en Jan Carel (1875-1939). In 1877 trouwde hij met Suzanna Wilhelmina de Beyer. Ze kregen drie dochters en twee zonen, Bernard (1880-1940)en Evert Pieter (1897-1974). Hun jongste dochter Anna Maria (1888-1955) trouwde in 1911 met Hendrik Paulus Titsingh (1888-1952).